# 巩家河乡
巩家河乡是中国陕西省汉中市宁强县下辖的一个乡。

## 行政区划
巩家河乡下辖以下行政区：
两河口村、山坪村、元坝子村、赵家营村、二里坝村